# Pomeroon (Fluss)
Der Pomeroon ist ein Fluss in  Guyana. Er liegt zwischen dem Orinoco und dem
Essequibo und war gleichzeitig im 17. Jahrhundert eine niederländische Kolonie. 
Die kleine Kolonie am Pomeroon wurde von Zeeländern gegründet und die Siedlung bestand aus einigen Häusern, dem Ort Nieuw Middelburg und dem Fort Nova Zeelandia. Von hier aus betrieben die Siedler vor allem einen Tauschhandel mit Einheimischen. Im Jahre 1689 wurden alle Gebäude und das Fort durch französische Freibeuter zerstört. Erst gegen Ende des 18. Jahrhunderts wurde das Gebiet wieder durch Niederländer besiedelt und Plantagen an den Ufern des Pomeroon angelegt. Der Fluss war inzwischen Bestandteil der Kolonie Essequibo- und Demerara. Das Flussgebiet wurde 1796 durch die Briten erobert, kam durch den Frieden von Amiens von 1802 bis 1803 kurz wieder in niederländische Hände, wonach es aufs Neue durch die Briten übernommen wurde. Ab 1831 war der Pomeroon Teil von Britisch-Guayana.